# Konec pana Y
Konec pana Y je román britské autorky Scarlett Thomas vydaný v roce 2006.
Kniha vypráví příběh studentky PhD. Ariel Manto, která se ve své výzkumné práci věnuje obskurnímu spisovateli Thomasovi E. Lumasovi, jehož dílo Konec pana Y obestírá tajemství. Najde extrémně vzácný výtisk románu T. Lumase Konec pana Y v antikvariátu. Kniha je dle legendy prokletá – každý, kdo si ji přečetl, zemřel nedlouho poté.
Centrem Lumasovy knihy je „troposféra“ – místo, kde je celé vědomí připojeno a kde je možné se připojit k myslím dalších lidí a číst jejich myšlenky. Kniha obsahuje recept na homeopatický vzorec, který Lumasův hrdina používá pro vstup do troposféry. Ariel použije recept a následně vstoupí do troposféry sama.
Konec pana Y je myšlenkový experiment formulovaný jako současně-dobrodružný román, který klade otázky o myšlení, jazyku, osudu, a řeší limity bytí a času.
Kniha byla nominována na Le Prince Maurice Prize 2008 a Orange Prize 2008.